# 国立大学夫婦別姓通称使用事件
国立大学夫婦別姓通称使用事件は、1988年、日本の国立大学の女性教授が国に対して、自身の研究教育活動や人事記録その他の文書において旧姓名を使用することおよび戸籍名の使用を強制されることについての損害賠償請求をした裁判（東京地判平成5年（1993年）11月19日 判時1486号21頁 判タ835号58頁）。通称の権利や、夫婦別姓の議論に影響を与えた。

## 判決
1993年11月、東京地方裁判所は判決において、「通称名であっても、個人がそれを一定期間専用し続けることによって当該個人を他人から識別し特定する機能を有するようになれば、人が個人として尊重される基礎となる法的保護の対象たる名称として、その個人の人格の象徴ともなりうる可能性を有する。」としたが、「原告主張に係る氏名保持権が憲法第13条によって保障されているものとは断定することはできない」、「夫婦が同じ姓を称することは、主観的には夫婦の一体性を高める場合があることは否定できず、また客観的には利害関係を有する第三者に対し夫婦である事実を示すことを容易にするものといえるから、夫婦同氏を定める民法750条は合理性を有し、何ら憲法に違反するものではない。」とし、「個人の同一性を識別する機能において戸籍名より優れたものは存在しないというべきであるから、公務員の同一性を把握する方法としてその氏名を戸籍名で取り扱うことは極めて合理的なことというべきである。」として、原告の請求を一部退けた。その後本件は控訴され、1998年、東京高等裁判所にて旧姓使用を認める和解が成立した。

## 影響
この裁判は、旧姓や通称に法的保護の対象となりうる可能性をある程度認めた点や、夫婦同氏を定める民法750条が客観的合理性を有し憲法には違反しないという判断をした点、戸籍名で公務員の氏名を取り扱うことの合理性を認めた点などにおいて注目され、その後の旧姓使用や夫婦別姓の議論に大きな影響を与えた。
こうした流れを受けて、2001年7月、各省庁人事担当課長会議申合せにより国家公務員の旧姓使用が可能となり、国立大学でもこれに準じた運用がなされるようになった。科学研究費補助金でも同年より旧姓または通称のみでの申請が認められるようになった。2010年の産労総合研究所の調査において、回答があった192社のうち、旧姓使用を認めているのは55.7％で、従業員1千人以上の企業に限ると71.8％である。
一方、今なお特許など戸籍名による登録のみしか認められない分野も存在するなど、旧姓通称使用に関しては、様々な問題の指摘がある。